# Yonne
Yonne este un departament francez situat în sud-vestul regiunii Bourgogne-Franche-Comté. Este traversat, de la sud spre nord, de râul care i-a dat numele, Yonne, afluent al Senei, care se varsă în aceasta la Montereau-Fault-Yonne (Seine-et-Marne). INSEE și La Poste îi atribuie codul 89.
Yonne avea 333 896 de locuitori la 1 ianuarie 2022. Este al 4-lea departament din regiunea Bourgogne-Franche-Comté. Auxerre este prefectura și cel mai mare oraș din Yonne (cu 35 236 de locuitori în comună în 2022 și 67 663 de locuitori în aglomerație).

## Geografie

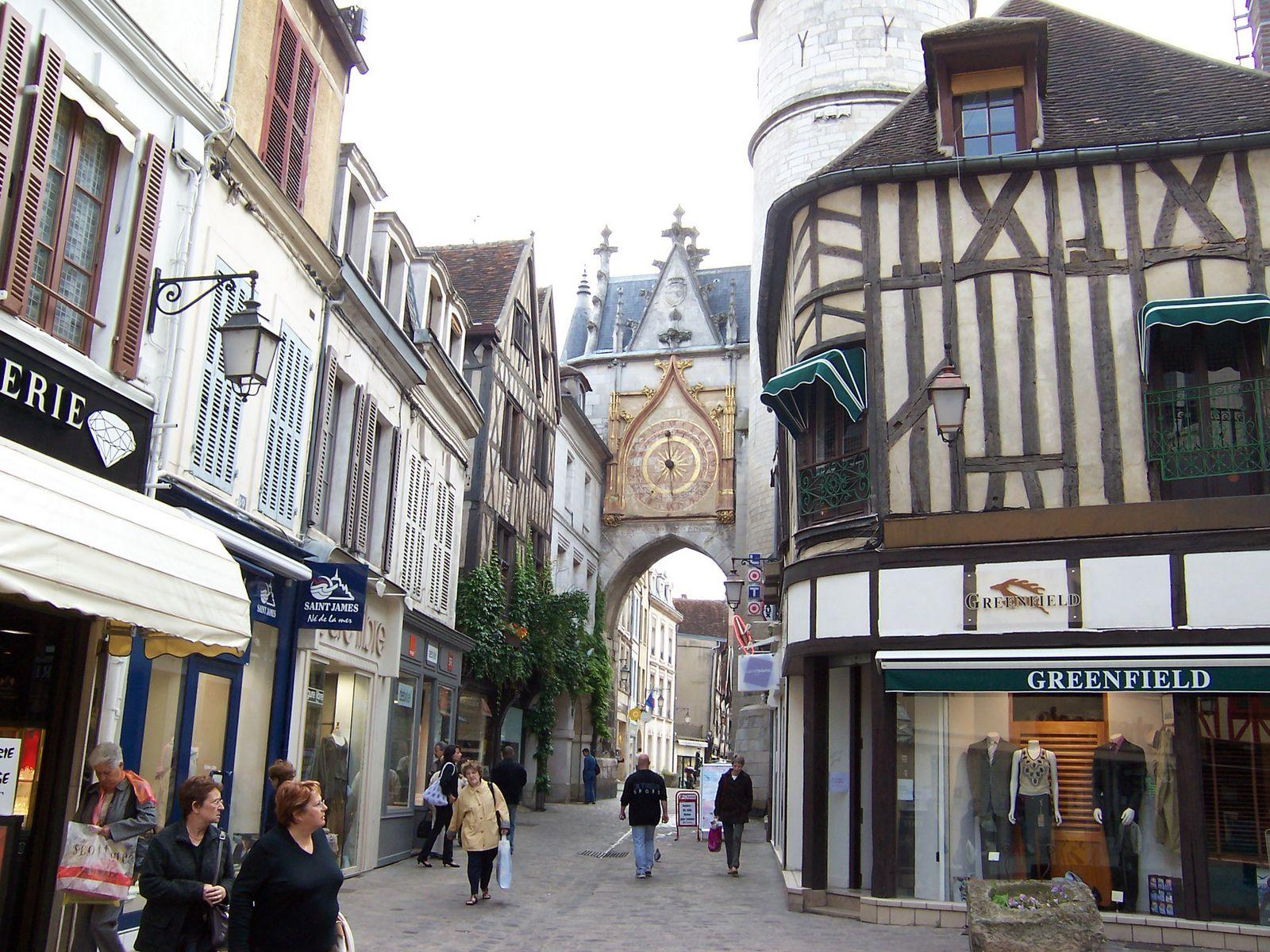
Turnul cu Ceas din Auxerre.

Yonne face parte din regiunea Bourgogne-Franche-Comté. Se învecinează cu departamentele Aube, Côte-d'Or, Nièvre, Loiret și Seine-et-Marne. Departamentul Yonne include, printre altele, regiunile Puisaye (subsol argilos, peisaj bocager) și Forterre (subsol calcaros, câmpuri deschise).
Auxerre este cel mai mare oraș din departament, cu 34 151 de locuitori în 2020, urmat de Sens (26 854 locuitori), Joigny (9 381 locuitori), Migennes (7 274 locuitori) și Avallon (6 414 locuitori).
Altitudinea maximă a departamentului se află în pădurea La Pérouse, la nord de Morvan, pe teritoriul comunei Quarré-les-Tombes, atingând 607 m.

### Climă
Având un climat de tip continental, Yonne prezintă variații termice semnificative, cu veri călduroase și ierni reci. Astfel, Auxerre a fost orașul din Franța metropolitană cu cea mai ridicată temperatură în timpul caniculei din 2003 (41 °C).
Departamentul prezintă câteva microclimate diferite, iar contrastele între vest, est, nord, sud și centrul acestuia pot fi semnificative. Astfel, zona Auxerrois este adesea uscată și caldă. În schimb, Morvan are o pluviometrie mai ridicată și un climat răcoros vara. Iarna, ninsorile sunt frecvente.

### Transporturi

#### Transportul rutier

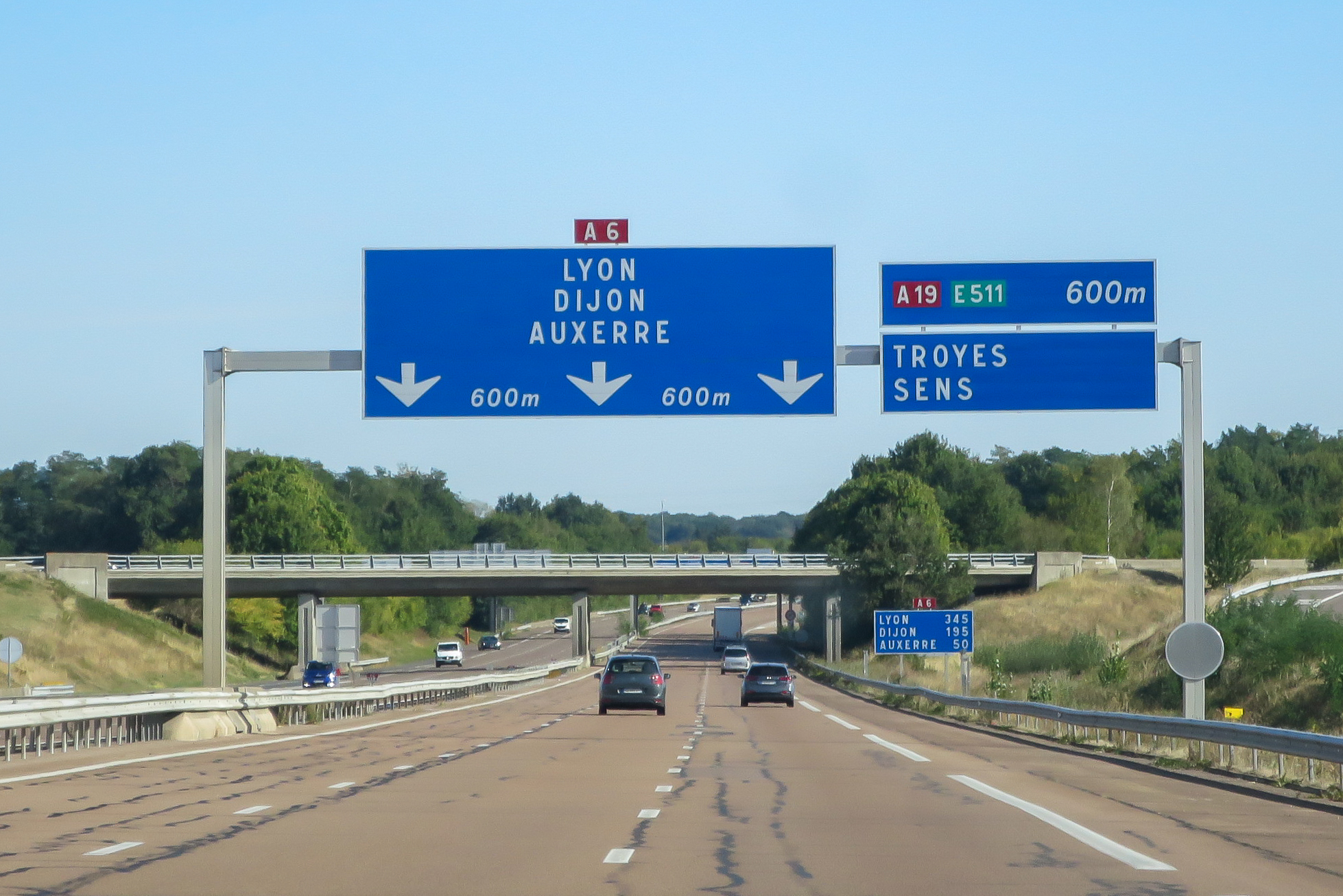
Autostrada A6 la nivelul nodului rutier cu autostrada A19, lângă Savigny-sur-Clairis.

Yonne era traversată de drumul național 6, unul dintre cele mai importante axe rutiere din Franța înainte de construirea autostrăzilor. Acesta lega Parisul de Lyon și de sud-estul țării și era dotat cu numeroase benzi de depășire și variante de ocolire a aglomerărilor urbane. Acest drum a fost declasificat și transformat în drumul departamental 606, iar traficul său, deși încă semnificativ, este în principal regional și local. Traseul său traversează sau trece în apropierea celor șase comune cele mai populate ale departamentului, de la nord la sud: Sens, Villeneuve-sur-Yonne, Joigny, Migennes, Auxerre și Avallon.
Principalele axe rutiere ale departamentului sunt astăzi autostrăzile:
- A6, care a înlocuit RN 6 pentru traficul între Paris și sud-estul Franței și deservește în special Auxerre și Avallon;
- A5, construită parțial pentru a prelua din traficul autostrăzii A6, care trece prin Sens înainte de a se îndrepta spre Troyes;
- A19, care leagă primele două autostrăzi la nivelul orașului Sens și continuă spre Montargis și Orléans.

Aceste autostrăzi, toate concesionate și cu taxă, au în comun un număr redus de noduri rutiere cu rețeaua de drumuri locale: astfel, distanța dintre două noduri rutiere este adesea mai mare de 20 km.

#### Transport feroviar

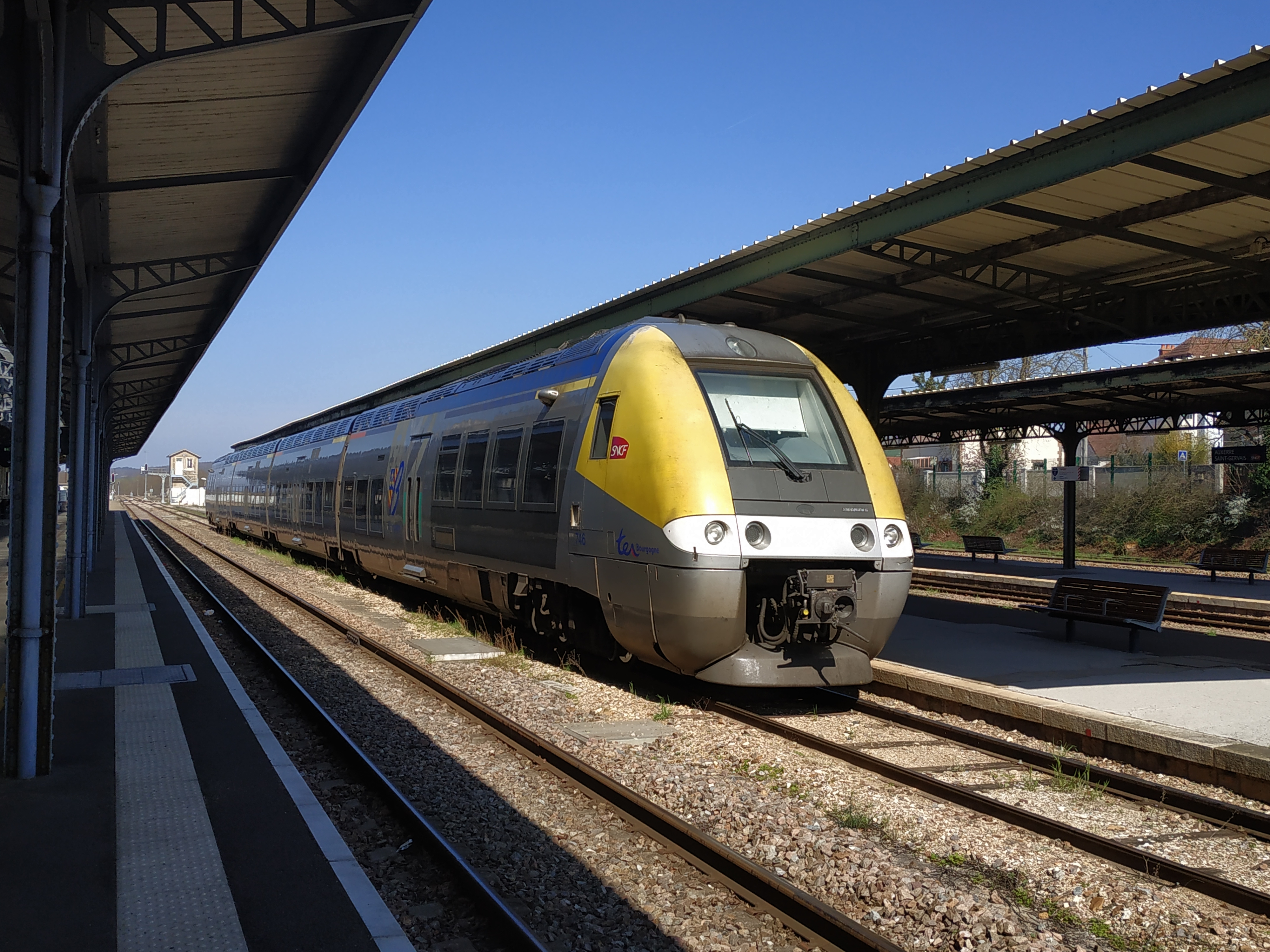
Un tren TER Bourgogne în gara Auxerre-Saint-Gervais în 2019.

Cea mai frecventată gară este Sens, urmată de Auxerre-Saint-Gervais, Laroche - Migennes și Joigny. Gara din Sens, situată la o oră de Paris, este caracterizată în principal de traficul navetiștilor între capitală și regiunea.
Cele două linii principale care traversează Yonne sunt:
- Linia Paris-Lyon - Marseille-Saint-Charles, care preia cea mai mare parte a traficului TER Bourgogne-Franche-Comté și este bine echipată — electrificată la curent continuu de 1500 V, având patru linii până la gara Saint-Florentin - Vergigny și două dincolo de aceasta;
- LGV Sud-Est, utilizată de un trafic intens de TGV inOui și Ouigo, dar care nu deservește nicio gară în departamentul Yonne.

Din linia clasică Paris-Marsilia se desprinde, în gara Laroche - Migennes, o ramură neelectrificată către Auxerre; dincolo de Auxerre, această ramură se continuă cu două linii spre Avallon și Corbigny, care au un trafic modest.

#### Transport fluvial

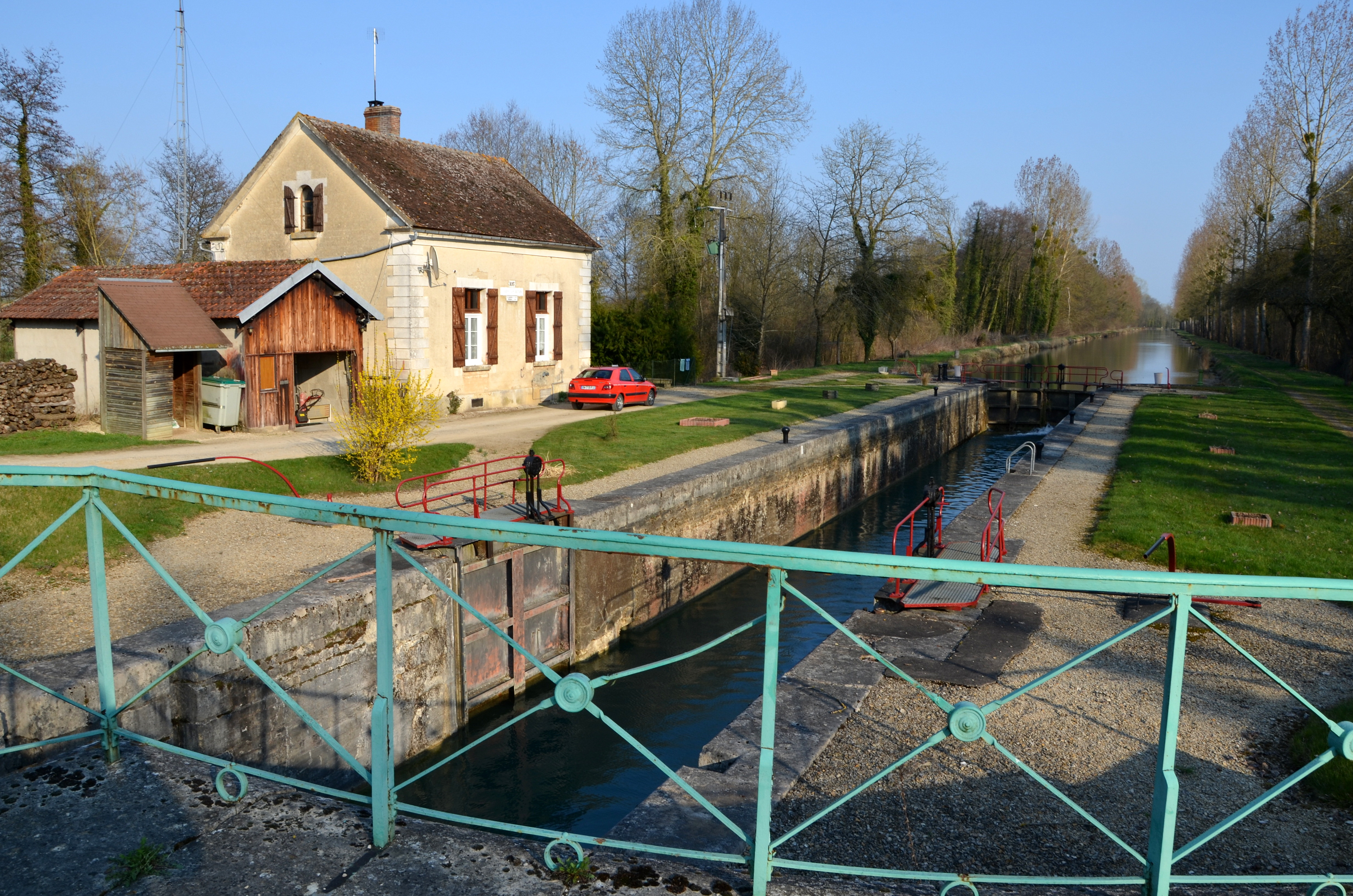
Ecluza Égrevin pe canalul Burgundiei.

Râul Yonne este navigabil pentru ambarcațiuni de tonaj mediu în aval de Auxerre (clasa II CEMT până la Villevallier și clasa III CEMT dincolo de acest punct), până la confluența sa cu Sena canalizată pentru tonaj mare, la Montereau-Fault-Yonne. Portul fluvial multimodal din Gron s-a dezvoltat datorită creării unei navete către Le Havre, destinată transportului de containere și mărfuri grele, inaugurată în iulie 2010.
Două canale prelungesc acest ax navigabil: canalul Nivernais, care pornește spre sud din Auxerre și se conectează la canalul lateral al Loarei, și canalul Burgundiei, care traversează Saint-Florentin și Tonnerre înainte de a ajunge la Saône. Având gabarit Freycinet (clasa I CEMT), aceste canale sunt utilizate în prezent în principal pentru navigația de agrement.

## Istorie
Primele urme de locuire umană în departament datează din Paleoliticul timpuriu, în peșterile de la Arcy-sur-Cure, situate în apropierea actualei comune Arcy-sur-Cure. În perioada Neoliticului, populațiile locuiau în principal pe malurile râului Yonne, deși oameni veniți din regiunile danubiene au ajuns pe teritoriul departamentului.
În epoca bronzului, minereurile de cupru și staniu erau puțin prezente pe acest teritoriu. Această absență nu a împiedicat însă descoperirea unui important tezaur pe situl de la Villethierry, care cuprinde 488 de ace, 244 de inele, 80 de brățări, 22 de fibule și o pensetă. În perioada Hallstatt, descoperirile arheologice atestă prezența obiectelor din fier, exploatarea minelor de sare pe situl Fontaines Salées și construirea unor necropole.
În epoca celtică, departamentul era împărțit în principal între edueni, senoni și lingoni. După victoria romană a lui Iulius Cezar în bătălia de la Alesia în 52 î.Hr., romanii s-au instalat pe situri ocupate anterior de gali sau au fondat orașe noi în apropierea marilor drumuri romane din Galia.
Romanii au construit numeroase orașe pe teritoriul icaunais, precum Agedincum (Sens) sau Autessiodurum (Auxerre), și au ridicat numeroase vile pentru exploatarea zonelor rurale, așa cum s-a întâmplat la La Chapelle-Vaupelteigne, Gron, Migennes, Noyers și Poiry. Regiunea rurală includea, de asemenea, câteva sanctuare, cum ar fi cele de la Avallon și Fontenoy, precum și industrii, în special cele legate de prelucrarea fierului în diferitele păduri ale departamentului.
În Antichitatea târzie, Yonne s-a creștinat, la fel ca multe alte teritorii ale Imperiului Roman. Un număr mare de sfinți au trecut pe aici: Savinien de Sens, Colombe de Sens, Martin de Tours, Pèlerin d'Auxerre, Âmatre d'Auxerre și Germain d'Auxerre. Cel mai cunoscut dintre ei, Sfântul Germain, este celebru ca fiind al doilea episcop de Auxerre și ca trimis, în anul 429, de conciliul de la Troyes în Britannia (provincie romană) pentru a combate erezia pelagiană. La sfârșitul vieții sale, Sfântul Germain s-a dus la împăratul roman și a murit în capitala imperială, Ravenna. Trupul său a fost repatriat la Auxerre la cererea mamei împăratului, Galla Placidia.
În secolul al VI-lea, monahismul s-a dezvoltat, iar în secolul al IX-lea, Auxerre a devenit unul dintre marile centre intelectuale ale continentului european. Tot în secolul al IX-lea a avut loc la Fontenoy bătălia dintre cei trei nepoți ai lui Carol cel Mare pentru împărțirea imperiului carolingian. Victoria lui Ludovic Germanicul și a lui Carol cel Pleșuv asupra lui Lothar, la 25 iunie 841, a condus la Tratatul de la Verdun și la împărțirea imperiului lui Carol cel Mare.
După anul 1000, teritoriile din Yonne au fost împărțite între diferite zone aparținând diverselor entități: ducatul Burgundiei, regatul Franței și comitatul Nevers, în funcție de evoluția războaielor și a moștenirilor. Sens a devenit un important centru religios al Franței, deoarece orașul a fost sediul arhiepiscopiei, l-a găzduit pe papa Alexandru al III-lea timp de optsprezece luni și a fost locul unde s-a celebrat căsătoria lui Ludovic al IX-lea cu Margareta de Provence.
Între secolele al XI-lea și al XIII-lea, teritoriul departamentului Yonne s-a acoperit de biserici în stil romanic, dar, în același timp, a fost marcat de numeroase revolte feudale în orașe. Stilul romanic (catedrala Saint-Étienne din Auxerre, bazilica Sainte-Marie-Madeleine din Vézelay) a fost treptat înlocuit de stilul gotic: prima catedrală gotică construită în Franța a fost cea din Sens. Au urmat bisericile din Montréal, Pontigny și Vermenton.
Secolele următoare (XIV-XV) au fost mult mai puțin prospere. Orașele și satele au suferit din cauza ciumei și a acțiunilor marilor companii mercenare, dar și din cauza luptei pentru puterea regală dintre armagnaci și burgunzi. După Războiul de 100 de Ani, satele au fost depopulate, iar castelele fortificate au fost treptat abandonate. Sub influența italiană și odată cu apariția Renașterii în Franța, au fost construite noi tipuri de castele, precum cele de la Chastellux și Maulnes, iar clădirile religioase au fost renovate, cum ar fi biserica Notre-Dame-de-l’Assomption din Villeneuve-sur-Yonne sau biserica Saint-Florentin din Saint-Florentin.
Dar secolul al XVI-lea marchează, de asemenea, o perioadă dificilă pentru Yonne, care suferă din cauza devastărilor provocate de diferitele crize religioase ce afectează regatul Franței, în special din cauza trupelor Ligii Catolice și a hughenoților.
Un sfert din nord-vestul actualului departament aparținea, în 1771, prințului Franz Xavier de Saxonia, unchiul lui Ludovic al XVI-lea, până la crearea departamentului Yonne în timpul Revoluției Franceze, la 4 martie 1790.

Harta departamentului Yonne 1790

Yonne și provinciile care ocupau teritoriul său înainte de 1790: Champagne, Burgundia, Orléanais, Île-de-France și Nivernais.

Nașterea departamentului a avut loc în aplicarea legii din 22 decembrie 1789, fiind format din părți ale provinciilor Burgundia (Auxerrois și Avallonais), Champagne (Sénonais și Tonnerrois) și Orléanais (Puisaye), iar într-o măsură mai mică din părți ale Nivernais și Île-de-France.
La 1 ianuarie 2016, regiunea Burgundia, de care aparținea departamentul, a fuzionat cu regiunea Franche-Comté pentru a forma noua regiune administrativă Bourgogne-Franche-Comté.
Orașe precum Auxerre și Joigny dețin titlul de „Oraș de Artă și Istorie”.

## Demografie
În 2022, departamentul avea o populație de 333 896 de locuitori, înregistrând o scădere de -1,95 % față de 2016 (Franța fără Mayotte: +2,11 %).
| An        | 1801    | 1826    | 1846    | 1866    | 1886    | 1906    | 1931    | 1962    | 1990    | 2006    | 2014    | 2022    |
| --------- | ------- | ------- | ------- | ------- | ------- | ------- | ------- | ------- | ------- | ------- | ------- | ------- |
| Populație | 320 596 | 342 116 | 374 856 | 372 589 | 355 364 | 315 199 | 275 755 | 269 826 | 323 096 | 340 088 | 352 433 | 333 896 |

## Personalități

### Personalități născute în Yonne
- 1633: Vauban, inginer specializat în fortificații, mareșal al Franței, născut la Saint-Léger-Vauban.
- 1713: Jacques-Germain Soufflot, arhitect, născut la Irancy.
- 1728: Charles de Beaumont, chevalier d'Éon, aventurier, născut la Tonnerre.
- 1734: Rétif de la Bretonne, romancier, născut la Sacy.
- 1768: Joseph Fourier, fizician, născut la Auxerre.
- 1770: Louis Nicolas Davout, general în războiul din Vendée, născut la Annoux.
- 1817: Pierre Larousse, lexicograf, editor, născut la Toucy.
- 1827: Alfred Grévin, specialist în muzeografie, născut la Épineuil.
- 1833: Paul Bert, deputat republican, guvernator al Indochinei, născut la Auxerre.
- 1842: Armand Colin, editor, născut la Tonnerre.
- 1873: Colette, scriitoare, născută la Saint-Sauveur-en-Puisaye.
- 1884: Saturnin Fabre, actor, născut la Sens.
- 1897: Doctorul Petiot, criminal, născut la Auxerre.
- 1902: Marcel Aymé, romancier, născut la Joigny.
- 1917: Jean Bertin, inginer, născut la Druyes-les-Belles-Fontaines.
- 1923: Jean-Marc Thibault, actor, născut la Saint-Bris-le-Vineux.
- 1932: Jean-Paul Rappeneau, regizor și scenarist, născut la Auxerre.
- 1941: Hélène Manesse, actriță, născută la Montréal.
- 1983: Bacary Sagna, fotbalist, născut la Sens.
- 1984: Bérengère Schuh, campioană la tir cu arcul, născută la Auxerre.
- 1987: Chris Malonga, fotbalist, născut la Sens.

### Personalități care au trăit în Yonne
- Claude Debussy, compozitor, a trăit la Villeneuve-la-Guyard.
- Maurice Barrier, actor de film, a trăit la Montréal.
- Angela Behelle, scriitoare, a trăit în Yonne.
- Sully, ministru al lui Henric al IV-lea, a trăit la Castelul Bontin (Les Ormes).
- Brennus, conducător al senonilor din secolul al IV-lea î.Hr., a trăit la Sens.
- Pierre Cao, dirijor, a trăit la Auxerre.
- Leslie Caron, actriță, a trăit la Villeneuve-sur-Yonne.
- Julien Clerc, cântăreț, a trăit la Parly.
- Michel Crémadès, actor de film, a trăit în Yonne.
- Jacques Delors, ministru și președinte al Comisiei Europene, a trăit în Yonne.
- Frédéric Demontfaucon, campion la judo, a trăit la Avallon.
- Georges Descrières, actor, a trăit la Cravant.
- Marie-Paule Deville-Chabrolle, artistă plasticiană, a trăit la Bazarnes.
- Robert Dhéry, actor și regizor, a trăit la Héry.
- Serge Gainsbourg, cântăreț și textier, a trăit la Saint-Père-sous-Vézelay.
- France Gall, cântăreață, a trăit la Toucy.
- Jean-François Kahn, jurnalist, a trăit în Yonne.
- Gari Kasparov, campion la șah, a trăit la Auxerre.
- Stéphane Mallarmé, poet, a trăit la Sens.
- Miou-Miou, actriță de film, a trăit la Parly.
- Jean d’Ormesson, scriitor, a trăit la Castelul Saint-Fargeau.
- Hubert Reeves, astronom, a trăit la Malicorne.
- Robin Renucci, actor, a trăit la Auxerre.
- Guy Roux, antrenor sportiv, a trăit la Auxerre.
- Jorge Semprún, militant comunist, a trăit la Joigny.
- Pierre Tchernia, actor și regizor de film, a trăit la Auxerre.
- Yves Vincent, actor, a trăit la Montacher-Villegardin.
- Lambert Wilson, actor, a trăit în Yonne.
- Christian Zervos, critic de artă și editor, a trăit la Vézelay.

### Personalități decedate în Yonne
- 1944: Romain Rolland, scriitor, a decedat la Vézelay.
- 1960: Albert Camus, scriitor, a decedat într-un accident de automobil la Petit Villeblevin.